# فرودگاه دورکاونتی چریلند
فرودگاه دورکاونتی چریلند (به انگلیسی: Door County Cherryland Airport) یک فرودگاه همگانی با کد یاتا SUE است که یک باند فرود آسفالت دارد و طول باند آن ۱۴۰۲ متر است. این فرودگاه در کشور ایالات متحده آمریکا قرار دارد .